# Perigramma griseolimitata
Perigramma griseolimitata är en fjärilsart som beskrevs av Thierry-mieg 1907. Perigramma griseolimitata ingår i släktet Perigramma och familjen mätare. Inga underarter finns listade i Catalogue of Life.